# Pale (Srebrenica, BiH)
Pale su naselje u općini Srebrenica, Republika Srpska, BiH.

## Stanovništvo
Nacionalni sastav stanovništva 1991. godine, bio je sljedeći:
ukupno: 313
- Bošnjaci - 280
- Srbi - 33